# Gare de Bénestroff
Gare de Bénestroff vasútállomás Franciaországban, Bénestroff településen.

## Vasútvonalak
Az állomást az alábbi vasútvonalak érintik:
- Réding–Metz-Ville-vasútvonal
- Nouvel-Avricourt-Bénestroff-vasútvonal
- Champigneulles–Sarralbe-vasútvonal

## Kapcsolódó állomások
A vasútállomáshoz az alábbi állomások vannak a legközelebb:
- Gare de Morhange
- Gare de Berthelming